# Antonin Zaninović
Antonin Zaninović (1879. − 1973.), dominikanac, otac je suvremene hrvatske muzikologije i orguljaš.

## Životopis
Dio je naraštaja glazbenih povjesničara i pisaca koji su se okupljali oko ondašnjeg središnjega hrvatskog glazbenog časopisa Svete Cecilije. To je bilo u vrijeme prije drugoga svjetskog rata. 
Bio je upućen u paleografiju, senzibiliziran za arhivske spise i suvremene fenomene folklorne glazbe. Pisao je o povijesti hrvatske glazbe, ponajviše o srednjovjekovnoj glazbi, o slabo poznatim rukopisima, notnim zapisima koji su promaknuli istraživačima i sl.
Pisao je za Bogoslovsku smotru. Živio je i djelovao u dominikanskom samostanu u Dubrovniku.
O Zaninoviću su pisali Josip Ante Soldo, Miho Demović i dr.